# Левин, Эрик Миронович
Э́рик Миро́нович Ле́вин (псевдоним Андрей Внуков; 17 апреля 1933 года, Ростов-на-Дону — 01 октября 1991 года, Москва) — советский сатирик, поэт и эстрадный драматург, Заслуженный деятель искусств РСФСР (1989), Лауреат премий журнала «Крокодил» (дважды), член Союза писателей СССР (1981).

## Биография
По окончании в 1955 году исторического факультета Московского государственного педагогического института им. В. И. Ленина преподавал историю в средней школе. В конце 1950-х гг. начал писать сатирические стихи, фельетоны, публиковал их в газетах и журнале «Крокодил». Со временем его произведения стали исполняться на радио и телевидении выдающимися артистами — Борисом Чирковым, Иваном Любезновым, Риной Зелёной. Впоследствии Эрик Левин много и плодотворно сотрудничал с киножурналом «Фитиль», был автором и ведущим радиоциклов «Опять двадцать пять», «Доброе утро», «Весёлый спутник». В 1970-е — 1980-е гг. — был председателем Всесоюзного объединения драматургов эстрады, член жюри ряда эстрадных конкурсов, член редколлегии журнала «Советская эстрада и цирк». Как поэт-песенник сотрудничал с такими композиторами, как Георгий Мовсесов, Борис Ренский, Арно Бабаджанян, Ян Френкель, Максим Дунаевский, Дмитрий Данин (Магазаник), Давид Тухманов, Евгений Крылатов и другими.
Похоронен на Востряковском кладбище.

## Сочинения

### Тексты песен
- «Велосипед» (музыка Максима Дунаевского и Дмитрия Данина), исполняет Павел Смеян
- «Танцы и куплеты инопланетян» (музыка Давида Тухманова), исполняют Леонид Куравлёв и Виктор Сергачёв
- «Рыцари оседлые» (музыка Максима Дунаевского и Дмитрия Данина), исполняет Николай Караченцов

### Поэзия
- Первая сборная: Стихи. М., 1963. В соавторстве с Н. Ф. Князевым
- Быль в глаза: Юмористические стихи. М., 1967
- Есть такое мнение…: Стихи. М., 1973
- Спасибо за «пожалуйста»: Сатирические и юмористические стихи, монологи, интермедии. М., 1979
- Полезные советы. М., 1982

### Переводы
- Жамидин: Дал — взял. М., 1968
- Жамидин: Камушек в чарыке. М., 1971
- Жамидин: Был бы толк. М., 1972
- Жамидин: Возраст. М., 1983